# Фридрих III фон Цолерн
Фридрих III фон Цолерн (на немски: Friedrich III von Zollern; † 29/30 юли 1436, Готлибен, кантон Тургау, Швейцария) е епископ на Констанц от 1434 до 1436 г.

## Живот
Той е четвъртият син на граф Фридрих XI фон Хоенцолерн († 1401) и съпругата му графиня Аделхайд фон Фюрстенберг († 1413).
Фридрих фон Цолерн е императорски съветник на Сигизмунд Люксембургски, и ръководител на катедралата в Страсбург. На 6 септември 1434 г. той последва сваления епископ Ото III фон Хахберг. На 30 май 1435 г. провежда събор на диозезата в Констанц.
Умира на 29/30 юли 1436 г. в дворец Готлибен. Погребан е в катедралата на Констанц.